# LIDAR
LIDAR (angleško Light Detection And Ranging, v dobesednem prevodu Svetlobno zaznavanje in merjenje) je geodetska metoda za merjenje razdalje do tarče s pomočjo laserskih žarkov. Lidar je široko uporabljen za izdelavo visokokakovostnih zemljevidov tako v geodeziji, geomatiki, arheologiji, geografiji, geologiji, geomorfologiji, seizmologiji, gozdarstvu in drugod. Lidar včasih imenujejo tudi lasersko skeniranje in 3D skeniranje.